# علي الخليفة الصباح
الشيخ علي الخليفة العبد الله الصباح ، (ولد في الكويت عام 1879 م- توفي عام 1942) ، قائد عسكري كويتي ، وهو حفيد حاكم الكويت الخامس الشيخ عبد الله بن صباح الصباح الذي حكم الكويت مابين الفترة (1866 - 1891م).

## نبذة شخصية
اسمه الكامل الشيخ علي بن خليفة بن عبد الله بن صباح بن جابر ( العيش ) بن عبد الله بن صباح الأول ، ووالده هو الشيخ خليفة العبد الله الصباح أحد شهداء معركة الصريف (1901 م) والذي التقط البيرق (راية المعركة) من الشهيد عبد الله المزين بعد استشهاده، وله أخ وهو الشيخ عبد الله الخليفة الصباح وأخت وحيدة وهي الشيخة سبيكة الخليفة الصباح وليس لديه أبناء.

## سيرته
خاض الشيخ علي الخليفة الصباح العديد من معارك الكويت وكان شجاعاً يضرب فيه المثل لشجاعته واقدامه وخاصة في معركة الجهراء عام 1920 م، حيث رفض دخول القصر الأحمر متسوراً عن طريق الحبال وأصر على الدخول عن طريق الباب الرئيسي، وكان القصر محاصراً من الجميع الاتجاهات من الاخوان، وفعلاً استطاع الدخول من الباب الرئيسي بعد أن تمكن من قتل الكثير من الاخوان المحصنين في المتاريس قرب باب القصر الأحمر .
وقد شارك في العديد من المعارك والغزوات الذي خاضها أهل الكويت , وقد أبلى بلاء حسناً في جميع المعارك، ويعد من أفحل الرجال في عصره، وكذلك لعب دوراً في قمع الفتنة ( فتنة المجلس ) عام 1938م.

## وفاته
توفاه الله في الكويت عام 1942 م عن عمر ناهز ال63 عاما.